# Неоколоніалізм
Неоколоніалізм — колоніальна політика імперіалістичних держав, що є сукупністю старих та нових політичних методів, які застосовуються з метою утримати держави — колонії та напівколонії,— що звільнилися, як об'єкти економічної експлуатації та політичного тиску.
Неоколоніалізм — це система нерівноправних економічних та політичних стосунків, що нав'язується державами — колишніми метрополіями колоніальним у минулому, а нині суверенним державам, спрямована на збереження імперіалістичної експлуатації і залежності народів цих країн.
Неоколоніалізм виник після другої світової війни, коли, внаслідок національно-визвольної боротьби народів, пряме колоніальне панування стало неможливим.

## Неоколоніалізм Російської Федерації
Росія, як колишня метрополія, намагається встановити нову форму контролю над колишніми колоніями — «радянськими республіками у складі СРСР». Для цього вона використовує різні економічні механізми експансії, втручання, впливу, щоб сформувати відповідну керовану еліту в суспільствах цих країн .
2006 року директор Інституту трансформації суспільства (Київ) професор О. Соскін зазначав, що Росія намагається реанімуватись, як наднаціональна імперія, і по відношенню до Білорусі й України проводить політику неоколоніалізму, тобто фінансово-економічної й енергетичної окупації. Найбільш очевидним це є на прикладі газового і нафтового секторів економіки. Росія намагається привласнити собі, скупивши за безцінь, білоруські й українські газопроводи, щоб диктувати свою волю і привласнювати монопольний прибуток. У Білорусі та України стратегічні цілі в сфері протидії політиці неоколоніалізму Росії збігаються.
2008 року Росія розпочала війну проти Грузії.
2014 року Російська Федерація перейшла до прямого військового втручання у внутрішні справи України.
Один із сучасних російських ідеологів О. Дугін, в навчальному посібнику, надрукованому відповідно до рішення кафедри Соціології міжнародних відносин соціологічного факультету Московського державного університету, формулює завдання 
| «інтегрувати до єдиного стратегічного простору Росію, Україну та Білорусь» [2]. |
А для перетворення Росії «у глобальну світову силу» інтеграція України вказується як «необхідна умова». У книзі ж «Основи геополітики» більш відверто формулюються принципи російського неоколоніалізму: 
| «Існування України у нинішніх кордонах та із її нинішнім статусом „суверенної держави“ тотожне нанесенню жахливого удару по геополітичній безпеці Росії…», а також формулюється висновок, що «Подальше існування унітарної України неприпустиме»[3]. |